# Saphobius tibialis
Saphobius tibialis är en skalbaggsart som beskrevs av Thomas Broun 1895. Saphobius tibialis ingår i släktet Saphobius och familjen bladhorningar. Inga underarter finns listade i Catalogue of Life.